# Atlanta (Texas)
Atlanta és una població dels Estats Units a l'estat de Texas. Segons el cens del 2000 tenia 5.745 habitants.

## Demografia
Segons el cens del 2000, Atlanta tenia 5.745 habitants, 2.254 habitatges, i 1.571 famílies. La densitat de població era de 202,9 habitants/km².
Dels 2.254 habitatges en un 32,9% hi vivien nens de menys de 18 anys, en un 47% hi vivien parelles casades, en un 18,6% dones solteres, i en un 30,3% no eren unitats familiars. En el 27,7% dels habitatges hi vivien persones soles el 14,5% de les quals corresponia a persones de 65 anys o més que vivien soles. El nombre mitjà de persones vivint en cada habitatge era de 2,46 i el nombre mitjà de persones que vivien en cada família era de 2,98.
Per edats la població es repartia de la següent manera: un 27% tenia menys de 18 anys, un 8,7% entre 18 i 24, un 24% entre 25 i 44, un 21,4% de 45 a 60 i un 19% 65 anys o més.
L'edat mediana era de 37 anys. Per cada 100 dones de 18 o més anys hi havia 74,5 homes.
La renda mediana per habitatge era de 27.188 $ i la renda mediana per família de 32.679 $. Els homes tenien una renda mediana de 29.286 $ mentre que les dones 19.715 $. La renda per capita de la població era de 14.013 $. Aproximadament el 19% de les famílies i el 23,5% de la població estaven per davall del llindar de pobresa.

## Poblacions més properes
El següent diagrama mostra les poblacions més properes.